# Altopiano di Ustyurt
L'altopiano di Ustyurt (Үстірт, Üstyrt in kazako, Ustyurt platosi in uzbeko, Үстирт, U'stirt in karakalpako, Üstyurtest in turkmeno, плато Устюрт, plato Ustjurt in russo) è un altopiano desertico del Kazakistan, dell'Uzbekistan e del Turkmenistan limitato a ovest dal mar Caspio e dal Kara-Bogaz-Gol, a est dal lago d'Aral e dal delta dell'Amu Darya.

## Geografia

### Topografia

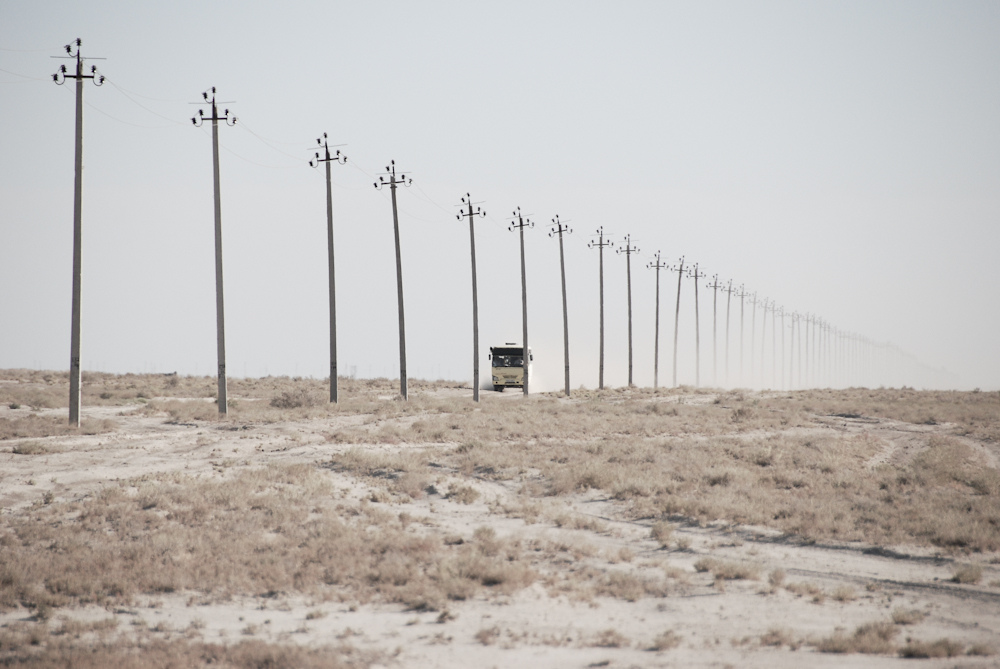
Il desolato altopiano di Ustjurt nel Karakalpakstan, in Uzbekistan.

L'Ustjurt è un vasto altopiano di 200.000 km² che si innalza in maniera regolare ma impercettibile dalla falesia sud-orientale del mar Caspio fino alle antiche sponde occidentali del lago d'Aral dove raggiunge una ripida sporgenza, il Chink (che significa «scarpata» in turco), con una modesta altitudine di 250 metri. Non è qui tuttavia che si situa il suo punto culminante di 365 metri (su un'altitudine media di 150 metri), ma nella sua parte sud-occidentale. La superficie dell'altopiano è una lastra di calcare leggermente ondulata e occupata da numerosi bacini endoreici poco profondi, come quello di Barsa-Kelmes a sud-est del lago d'Aral, di origine sia carsica che eolica. Suoli argillosi salati ricoprono il fondo di queste depressioni, in cui cresce qualche pianta e un po' d'erba dopo le rare piogge.
L'altopiano è stato pesantemente eroso durante i periodi più umidi della sua storia geologica, quando si sono formati inghiottitoi, doline e campi solcati. Il clima arido che vi regna da migliaia di anni ha contribuito a fare di questa struttura fisica una hammada dove la vegetazione è quasi assente e dove dominano le vaste distese di pietre spigolose. Le dune sono inesistenti. Nel sottosuolo, la rete carsica è ancora attiva; vi sono degli inghiottitoi di 90 metri di profondità e anche dei laghi sotterranei, alimentati dalle rare precipitazioni, nei quali vive una fauna cavernicola poco studiata.

### Idrologia
La rete idrografica è particolarmente carente, essendo rappresentata solamente da alcuni corsi d'acqua temporanei che si perdono rapidamente nel terreno. Gli unici torrenti o fiumi degni di nota scorrono ai piedi dell'altopiano di Ustyurt, come l'Emba, che corre lungo i suoi confini settentrionali prima di gettarsi nel mar Caspio.
La ricchezza idrologica dell'altopiano proviene dalle falde acquifere delle quali è satura la maggior parte delle rocce sotterranee e che sono ben conosciute a causa delle numerose ricerche effettuate dai geologi e dai geofisici nell'ambito dell'esplorazione mineraria e petrolifera. Le acque sotterranee che presentano il maggior interesse si trovano nelle arenarie del Cretaceo superiore nel sud-est dell'altopiano; esse sono quasi tutte del tipo clorurato calcico. A causa delle faglie, una parte di queste acque può risalire sotto forma artesiana e formare delle sorgenti salate in superficie. Queste ultime possono alimentare degli stagni salmastri che beneficiano anche dell'apporto delle piogge invernali che lisciviano i terreni più superficiali. Le rare falde superficiali esistenti sono state sistematicamente individuate e utilizzate per l'irrigazione, permettendo di migliorare leggermente la qualità dei pascoli temporanei dell'altopiano, ma attualmente sono tutte prosciugate.

### Geologia

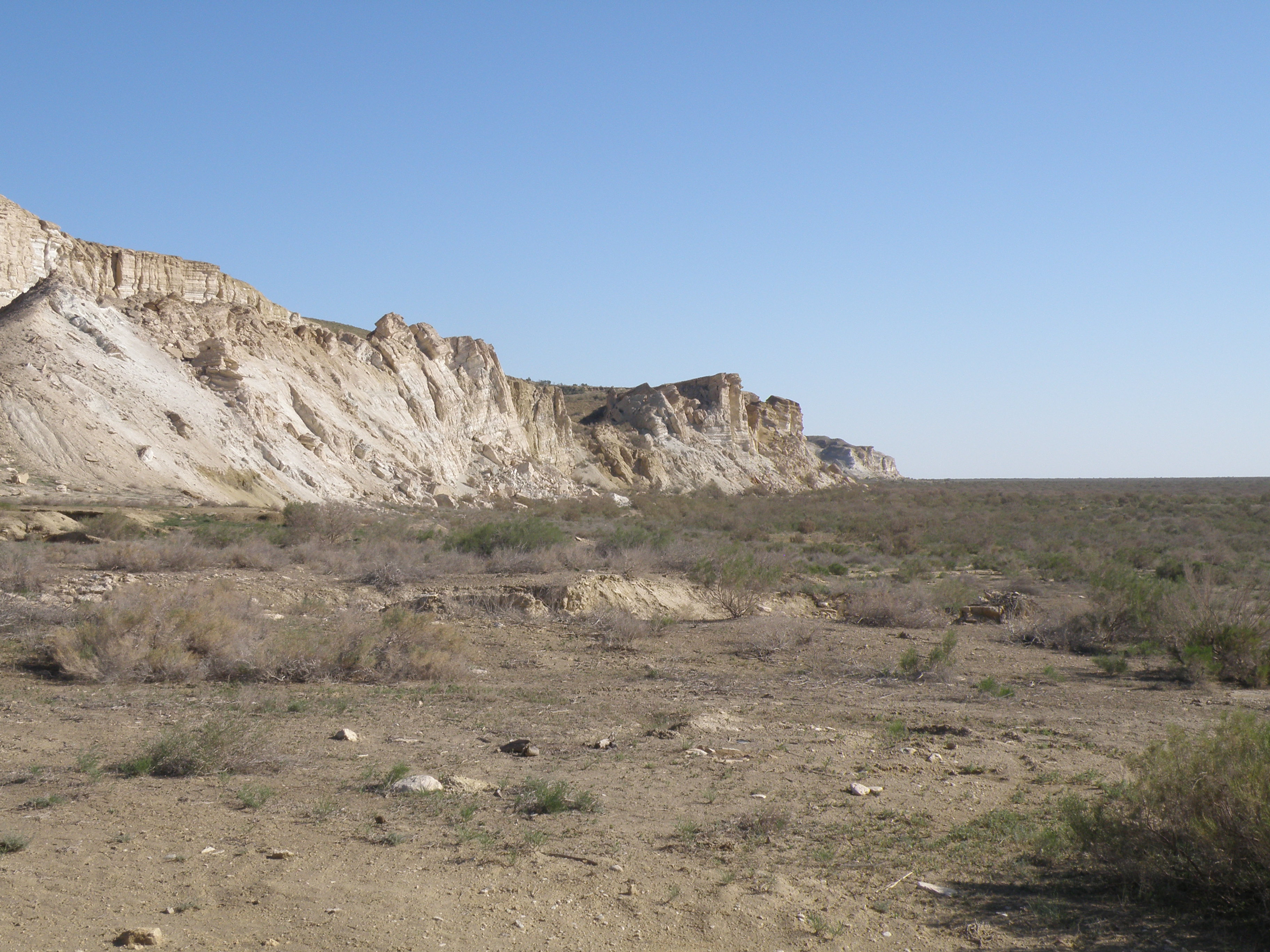
Il bordo orientale dell'altopiano di Ustyurt domina l'antico fondale del lago d'Aral.

La geologia dell'altopiano di Ustyurt si fonde spesso con quella della depressione aralo-caspica. La storia dell'altopiano di Ustyurt è antica e risale all'epoca in cui il vasto oceano della Tetide separava il blocco arabo-indo-africano dalle placche antiche, formate da blocchi disuniti, situate a nord di questo antico oceano, celanti al loro interno rocce dell'Archeano (fine del Paleozoico). Uno spesso strato di sedimenti si depositò a partire dalla fine del Paleozoico, durante tutto il Mesozoico, e nel Terziario, fino a quando la Tetide scomparve schiacciata dall'avanzata del blocco arabo-indo-africano. Se la deriva dei continenti verso il nord portò alla formazione delle grandi catene himalayane, lo zoccolo antico non subì alcuna frattura nelle regioni occupate dall'attuale altopiano di Ustyurt. Gli strati sedimentari (calcari di età miocenica) sono rimasti più o meno orizzontali e hanno semplicemente seguito questo zoccolo nei suoi movimenti verticali, che hanno portato alla formazione delle vaste piattaforme corrispondenti a un altopiano sub-orizzontale come l'Ustyurt e alle grandi pianure che formano il grosso dei rilievi dei deserti del Karakum e del Kyzylkum.
Dopo l'Oligocene, un vasto mare, chiamato Sarmato o anche Sarmatico, che si estendeva sul mar Mediterraneo, il mar Nero e il mar Caspio allora riuniti, ricopriva la depressione dell'Asia centrale e depositò sedimenti vari (detti sarmatici). Questi ultimi sono costituiti da argille, sabbie, arenarie, conglomerati e calcari. Essi contengono tracce di evaporiti, testimoni del clima arido che regnava già sulla regione. Dei movimenti verticali, lungo le antiche linee di faglia, influenzarono i confini orientali dell'altopiano di Ustyurt e formarono la scarpata chiamata Chink che ne segna il bordo. Il mare scomparve nel corso del Miocene, poi riapparve durante il Pliocene, ma con una superficie più piccola, anche se era ancora collegato al mar Nero da uno stretto poco profondo. Un braccio di mare, che collegava il mar Caspio all'attuale lago d'Aral, occupava allora la depressione scavata a sud dell'altopiano di Ustyurt da un antico corso d'acqua, il paleo-Oxus, ancora presente nel Quaternario. Quest'ultimo periodo geologico è stato segnato dalle grandi glaciazioni. L'alternanza di periodi freddi (e asciutti tranne che in primavera) e temperati (aridi in pianura e sui bassi altopiani) ebbe poca influenza sull'altopiano di Ustyurt, a eccezione delle avanzate del Caspio che lasciarono dei sedimenti marini intercalati ai depositi fluviali delle epoche di regressione del mare.

### Fauna e flora

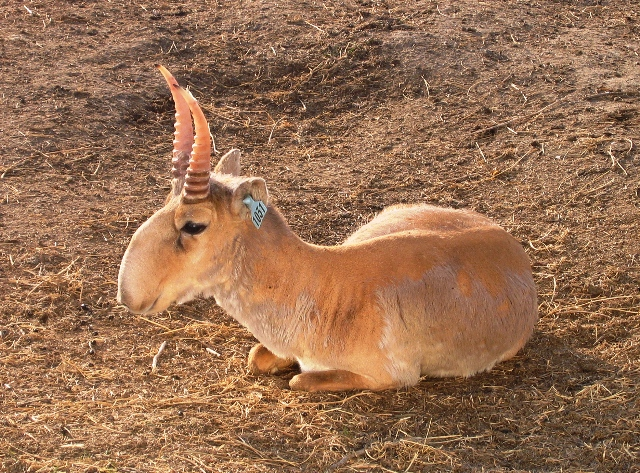
La saiga, antilope emblematica dell'altopiano di Ustyurt.

L'altopiano di Ustyurt ospita una flora e una fauna ben adattate a un ambiente particolare e difficile. Tra le specie animali più caratteristiche di questo ambiente, troviamo l'urial (Ovis orientalis arkal), un muflone che vive negli ambienti steppici dell'Asia centrale, la gazzella subgutturosa (Gazella subgutturosa) e soprattutto la saiga (Saiga tatarica tatarica), l'unica antilope eurasiatica, caratterizzata dal muso terminante con una piccola proboscide carnosa e dagli occhi sporgenti. Animale simbolo dell'altopiano, quest'ultima è stata inserita nella lista rossa delle specie in pericolo dell'Unione internazionale per la conservazione della natura. Il numero di queste antilopi è drammaticamente diminuito nel corso degli ultimi vent'anni, passando da un milione di esemplari agli inizi degli anni '90 ai circa 40.000 attuali, dei quali 10.000 stanziati sull'altopiano di Ustyurt. Malgrado delle strette misure di conservazione e la creazione di aree protette in Uzbekistan, Kazakistan e Turkmenistan, il numero di saighe è continuato a diminuire a causa di un intenso bracconaggio. La sua carne è infatti molto ricercata, ma sono soprattutto le sue corna, utilizzate dalla medicina tradizionale cinese come un'alternativa al corno di rinoceronte e vendute a un prezzo molto elevato, l'origine dei numerosi abbattimenti. La Cina si è da allora impegnata a ingaggiare una lotta contro la vendita illegale di queste corna, poiché, se non verranno prese apposite misure, la saiga è condannata a scomparire nel giro dei prossimi cinque-sette anni.